# Тяжкі часи
«Важкі часи» (англ. Hard Times) — десятий роман англійського письменника Чарлза Дікенса, опублікований у 1854 році. Роман має соціальний характер. Події відбуваються у вигаданому місті Кокстаун (образом якого стали міста Манчестер та Престон, де Чарлз Дікенс зупинявся у січні 1854 року під час страйку). У романі показані труднощі адаптації двох соціальних класів: буржуазії та робочого класу в новій економіці після промислової революції.

## Передумови
Роман «Важкі часи» незвичайний в декількох відношеннях. Це, безумовно, найкоротший з романів Дікенса, він приблизно на чверть менший за обсягом, ніж романи, які Дікенс писав до і після цього роману. Крім того, на відміну від всіх інших романів, «Важкі часи» не має ані передмови, ані ілюстрацій. Щобільше, це єдиний роман, події якого не відбуваються у Лондоні. Одна з причин написання роману полягала в тому, що продаж тижневика «Household Words» був дуже низьким, тому у Чарлза Дікенса були сподівання, що в разі, якщо роман буде публікуватися частинами у тижневику, то рівень продажів зросте. Так і сталося.

## Публікації
| Дата публікації | Розділи |
| --------------- | ------- |
| 1 квітня 1854   | 1–3     |
| 8 квітня 1854   | 4–5     |
| 15 квітня 1854  | 6       |
| 22 квітня 1854  | 7–8     |
| 29 квітня 1854  | 9–10    |
| 6 травня 1854   | 11–12   |
| 13 травня 1854  | 13–14   |
| 20 травня 1854  | 15–16   |
| 27 травня 1854  | 17      |
| 3 червня 1854   | 18–19   |
| 10 червня 1854  | 20–21   |
| 17 червня 1854  | 22      |
| 24 червня 1854  | 23      |
| 1 липня 1854    | 24      |
| 8 липня 1854    | 25–26   |
| 15 липня 1854   | 27–28   |
| 22 липня 1854   | 29–30   |
| 29 липня 1854   | 31–32   |
| 5 серпня 1854   | 33–34   |
| 12 серпня 1854  | 35–37   |

## Головні герої
- Томас Гредграйнд (англ. Thomas Gradgrind) — утилітарист, засновник системи освіти у Кокстауні, людина практична в найвищій мірі. Він вірить у факти та статистику. Тільки після того, як його дочці стає зле, він приходить до усвідомлення, що такі речі, як поезія, фантазія та інші заняття не є «руйнівною нісенітницею».
- Джосайя Баундербі — діловий партнер пана Гредграйнда. Чоловік, який любить вихвалятися перед іншими. Він піднявся на позицію влади та багатства і постійно стверджує, що у житті досягнув всього сам. Він одружується із Луїзою Гредграйнд, яка молодша від нього майже на 30 років і зовсім його не любить. Баундербі черствий, егоїстичний персонаж, який в кінцевому підсумку показав себе брехуном і шахраєм.
- Луїза (Лу) Гредграйнд, пізніше Луїза Баундербі — старша дочка в родині Гредграйнд. З дитинства її вчили придушувати власні почуття і бути виключно практичною. Після нещасливого шлюбу, її намагається спокусити Джеймс Гартгаус, але Луїза повертається в батьківський дім і відмовляє йому. Її відмова Гартгаусу призводить до нового розуміння життя, емоцій і уяви. Вона дорікає батькові за його сухий і заснований на фактах підхід до світу і переконує його у хибності свого шляху.
- Сесілія (Сіссі) Джуп — дочка циркача. Вона навчається у класі Томаса Гредграйнда. Сіссі має свої власні цінності та переконання, які неодобрюються у родині Томаса Гредграйнда. Наприкінці роману, коли Гредграйнд усвідомлює, що його філософія неправильна, Сіссі вирішує навчити його родину життю.
- Томас (Том) Гредграйнд — син Томаса Гредграйнда. Спочатку він зображений як похмурий хлопець, який обурений утилітарною освітою батька. Том має дужі міцні, дружні відносини з сестрою Луїзою. Після того, як Том починає працювати в банку Джосайї Баундербі, він стає людиною, яка любить випити та грати в азартні ігри. Через борги він змушений пограбувати банк. Луїза ніколи не перестає обожнювати брата і вона допомагає Сіссі й батьку врятувати його від арешту.
- Стівен Блекпул — робітник, який працює на одному з заводів Джосайї Баундербі. Його дружина з ним не живе і пиячить, але час від часу вона приходить, щоб отримати гроші. Він має тісні дружні стосунки зі співробітницею Рейчел і хотів би одружитися з нею. Після суперечки з паном Баундербі, той звільняє Стівена з роботи. Він вимушений шукати роботу в іншому місті, тому їде з Кокстауну. У той час поки він був відсутній, його помилково звинувачують у пограбуванні банку пана Баундербі. Для того, щоб довести свою невинність у злочині, Стівен повертається у Кокстаун, але по дорозі він падає у яму закинутої шахти. Люди знаходять його і витягують, але через значні пошкодження тіла він помирає.
- Бітзер — однокласник Сіссі Джуп, який вихований на фактах і звик діяти виключно відповідно до власних інтересів. Він працює у банку Джосайї Баундербі та намагається допомогти заарештувати Тома Гредграйнда для того, щоб зайняти його місце.
- Рейчел — подруга Стівена Блекпула, яка свідчить про його невинність, коли його звинувачують у пограбуванні банку.
- Місис Спарсіт — вдова, яка проживає у будинку Джосайї Баундербі й працює на нього. Вона належить до знатного роду, який втратив своє багатство. Після того, як пан Баундербі та Луїза побралися, вона починає ревнувати Луїзу, підозрює її у відносинах з Джеймсом Гартгаусом і шпигує за Луїзою. Зрештою Джосайя Баундербі натякає їй на те, щоб вона залишила його будинок і вона йде від нього.
- Джеймс Гартгаус — ледачий, томний джентльмен вищого класу, який намагається домогтися Луїзи.
- Місис Гредграйнд — дружина пана Гредграйнда.